# Reichenbuch

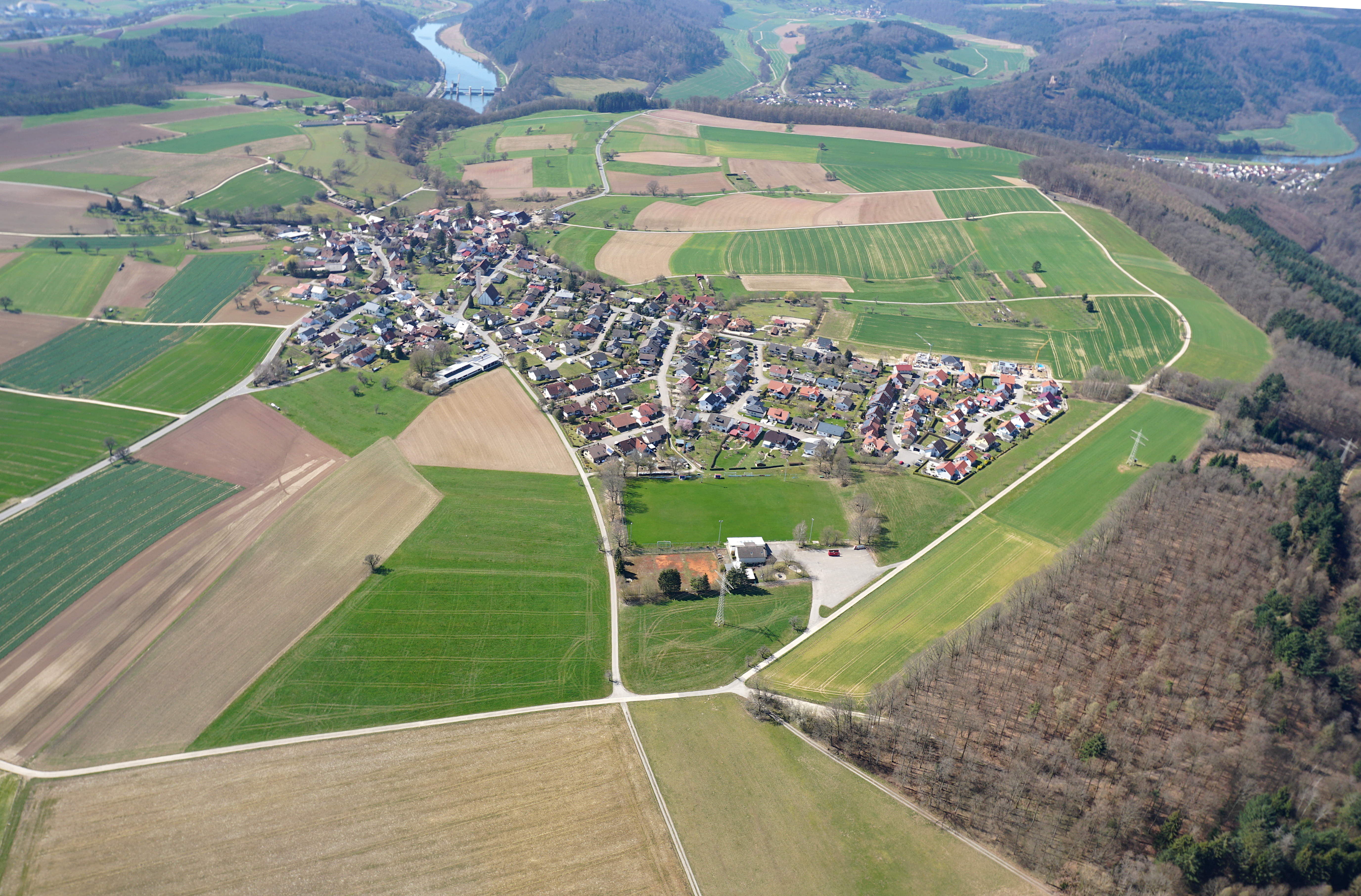
Ortsteil Reichenbuch von Mosbach

Reichenbuch ist ein Stadtteil der Stadt Mosbach im Neckar-Odenwald-Kreis im Norden Baden-Württembergs.

## Geographie
Reichenbuch liegt auf einer gerodeten Hochfläche des Odenwalds nahe dem Neckartal. Der durch den Ort fließende Bach mündet nach rund 1,5 km südöstlich in den Neckar. Reichenbuch liegt rund 6 km nördlich vom Hauptort Mosbach, die nächste Gemeinde ist das 2 km südwestlich liegende Neckargerach.

## Geschichte

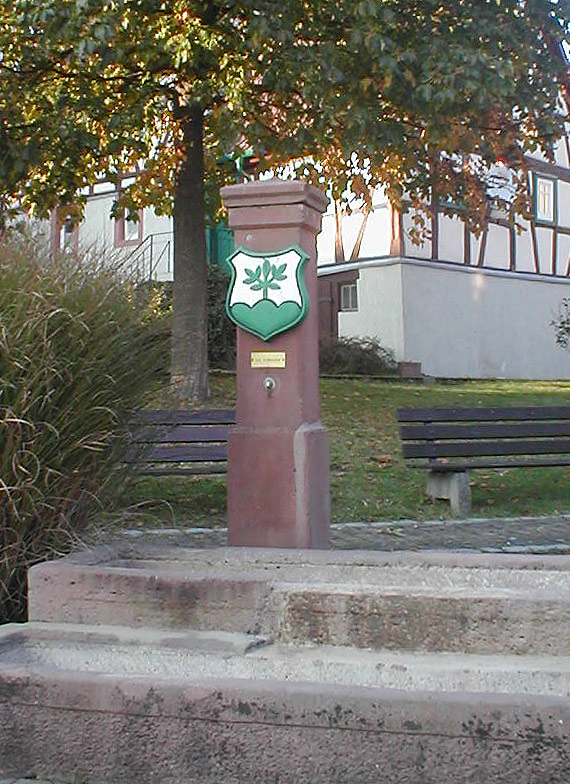
Dorfbrunnen mit früherem Gemeindewappen von Reichenbuch

Reichenbuch wurde im Jahr 1330 als Richartebuch erstmals erwähnt und gehörte zur pfälzischen Minneburg. Der Ort ist vermutlich eine mittelalterliche Rodungssiedlung, d. h., dass die den Ort umgebenden Ackerflächen einst bewaldet waren und von den frühen Siedlern gerodet wurden. Die Gründung des Ortes könnte von dem in der Nähe befindlichen, aber bereits im 10. Jahrhundert abgegangenen Ort Hartheim aus erfolgt sein.
1939 wurden 199 Einwohner gezählt, Ende 1945 waren es 294.
Am 1. Dezember 1972 wurde die Gemeinde Reichenbuch zusammen mit den Gemeinden Lohrbach und Sattelbach in die Stadt Mosbach eingemeindet. Der heutige Ortsvorsteher Reichenbuchs, Jürgen Brauch, löste den ehemaligen Reichenbucher Bürgermeister und Ehrenbürger von Mosbach, Hermann Backfisch, ab.

## Wappen
Die Blasonierung des ehemaligen Gemeindewappens von Reichenbuch lautet: In Silber auf grünem Dreiberg eine Buche mit schwarzem Stamm, schwarzen Ästen und grünen Blättern.

## Kultur und Sehenswürdigkeiten

### Bauwerke und Baudenkmale
- Das Rathaus des Ortes wurde 1841 als Schul- und Rathaus erbaut.
- Die Evangelische Kirche wurde 1908 errichtet. Die katholische Herz-Jesu-Kirche wurde 1960 errichtet. Beide Kirchen werden jeweils von Lohrbach aus betreut.
- Das Freibad von Reichenbuch wurde 1964 als Löschwasserteich geplant und mit einer Umwälzanlage ausgestattet, so dass man das 8 × 20 Meter große Becken als Schwimmbecken nutzen kann.

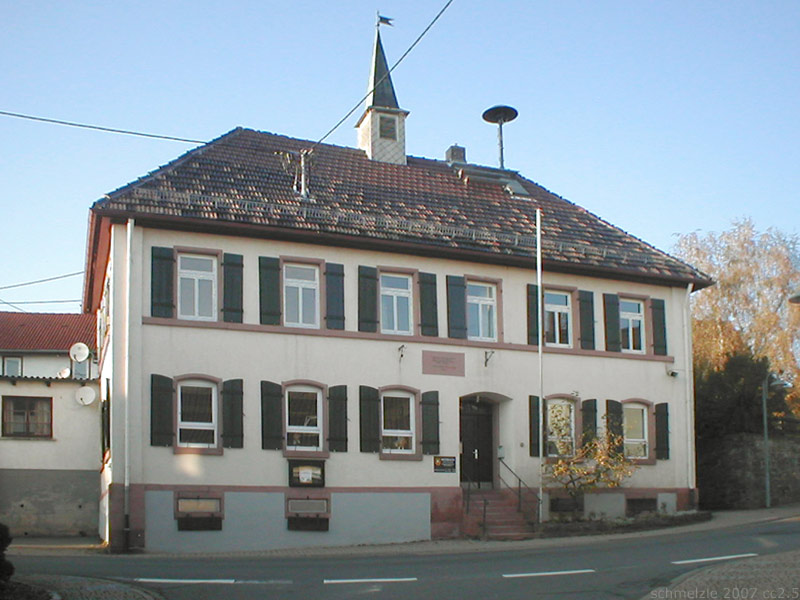
Rathaus
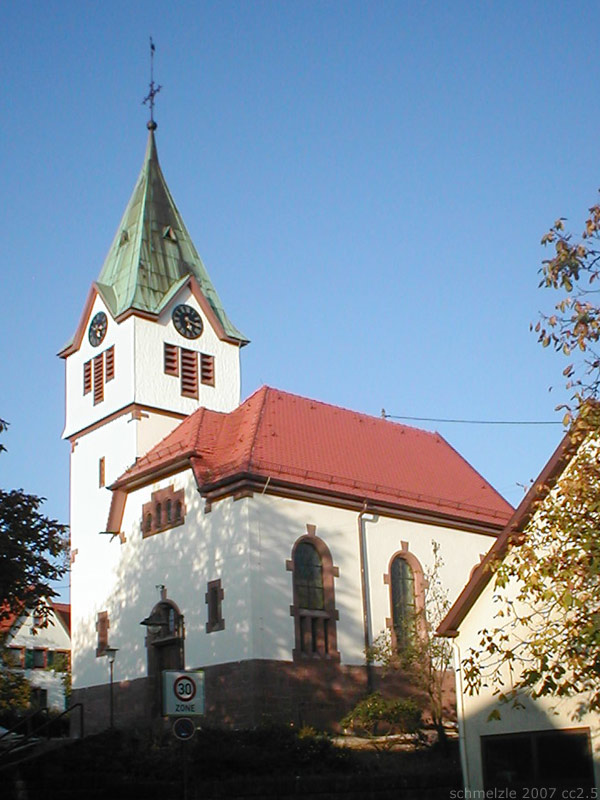
Evangelische Kirche
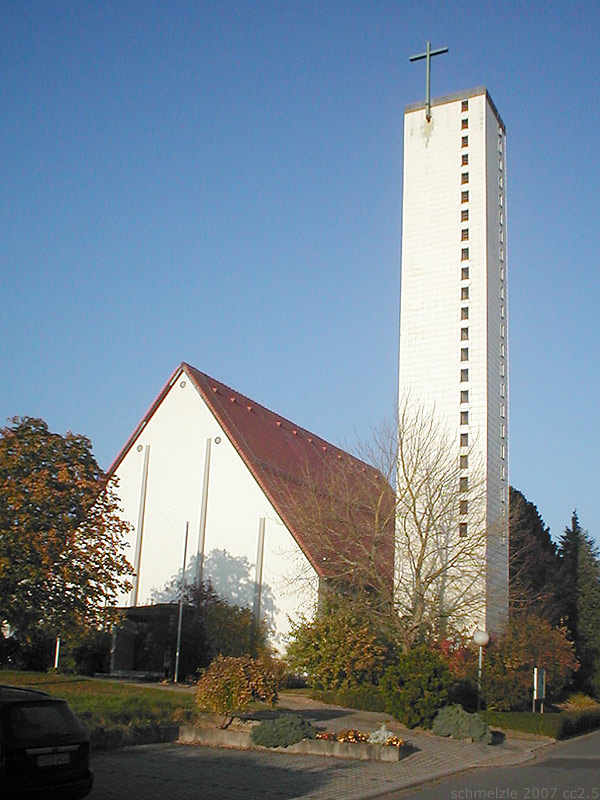
Katholische Herz-Jesu-Kirche
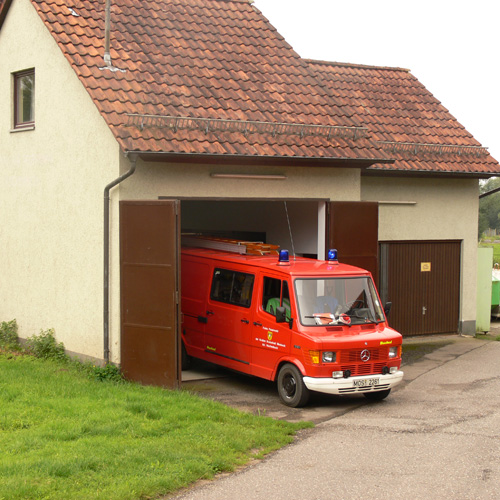
Feuerwehrhaus mit Tragkraftspritzenfahrzeug

### Ortssprechanlage
In Reichenbuch befindet sich die letzte intakte Ortsrufanlage im Neckar-Odenwald-Kreis.

## Vereine
Der Fußballverein Reichenbuch e. V. wurde 1948 gegründet und spielt seit 2005 in der Kreisliga.
Die erste Erwähnung der Reichenbucher „Löschmannschaft“ wurde aus dem Jahr 1886 bei einer Ortsbereisung des Bezirksamtes festgestellt. Auch in Dokumenten von 1889 und 1891 wurde diese Löschmannschaft erwähnt. 1972 wurde mit der Eingliederung in die Stadt Mosbach auch die Freiwillige Feuerwehr eingegliedert und fungiert seither als „Feuerwehr Mosbach - Abteilung Reichenbuch“. Als Fahrzeug steht vor Ort ein Tragkraftspritzenfahrzeug mit Wasser mit dem Rufnamen Florian Mosbach 4/48 zur Verfügung.